# 0̸ CHOIR
『Ø CHOIR』（ゼロ・クワイア）は、UVERworldの8枚目のオリジナルアルバム。2014年7月2日にgr8!recordsから発売された。

## 概要
前作『THE ONE』からおよそ1年7か月ぶりとなるアルバム。『Ø CHOIR』の表記は、「0にスラッシュを入れたものが正式表記」と公式サイトでは発表されている。つまり当該表記にあたる「0̸」（斜線付きゼロ）が正式表記となる。なお、公式が使用する「0̸」のデザインが「Ø」などに似ていることや、通常のワープロなどでは「Ø」は変換されないため「0」などが代用されることが多い。「7日目の決意」「Wizard CLUB」以外のシングル曲がアルバムバージョンで収録されている。初日で前3作を上回る約4万4千枚を売り上げた。CD以外のネット配信など音楽産業の多様化もあり、総売り上げは1stアルバム『Timeless』に次ぐ低い結果となった。しかし、年間順位は『LIFE 6 SENSE』の49位を上回る38位を記録し、UVERworldにとっての最高順位となった。

## 解説
タイトルにある「CHOIR」は英語で「聖歌隊」や「合唱隊」を意味する。『Ø CHOIR』には、本作で初めて正式メンバーとしてアルバムに名を連ねるサックス担当の誠果（2014年3月まではサポートメンバーだった）を迎えて6人編成となったバンド（聖歌隊・合唱隊）の、ゼロ（スタート）地点であるという思いが込められている。音楽情報誌『MUSICA』では、choirの意味について「そうですね。で、ゼロがスタート地点みたいな。合わせると、ここから始まる合唱みたいな意味なんですけど。聖歌隊の聖歌とサックスの誠果とダブルミーニングもあるから面白いかなと思って」と発言している。その後の会話で、タイトルのchoirの意味は合唱隊ではなく聖歌隊のほうだという返しを認めている。

## 収録内容

### CD
[ DISC：1 ]
全作詞：TAKUYA∞、編曲：UVERworld, 平出悟
1. 零HERE～SE～ [1:00]
  - 作曲：TAKUYA∞, 彰

（読み方：ゼロ ヒアー）
曲中のMCはラッパーのD.willsとJessica Imani Dawsonが担当。
2. IMPACT [4:25]
  - 作曲：TAKUYA∞

2014年5月以降のライブですでに披露されていた。自分の世界を決めるのは自分自身だというメッセージが込められている[3]。
タイトルは、ボーカルのTAKUYA∞がファンからタイトル候補を募集したものである。
アルバムのリードトラックでもあり大喜多正毅監督が担当したミュージック・ビデオも制作された。1曲目の「零HERE～SE～」でメンバーの登場、この曲でライブが始まるという構成になっている。また映像内の観客のエキストラはファンクラブ内で募集された。
2025年7月21日に放送されたお笑いコンテスト番組『ダブルインパクト〜漫才&コント 二刀流No.1決定戦〜』（日本テレビ）では、番組テーマソングとして使用された。
3. 誰が言った [4:43]
  - 作曲：UVERworld

アレンジ構想は、TAKUYA∞が舞台演劇の台詞と照明を連携させた表現を鑑賞した際に生まれたもの[3]。曲中に激動の一節が使われている。
4. ナノ・セカンド (album ver.) [4:55]
  - 作曲：TAKUYA∞

25thシングル表題曲のアルバムバージョン。冒頭とアウトロのハーモニカがサックスに変更され、アレンジも変更された。ライブではこちらのアレンジが頻繁に使用され、2番のサビと間奏をカットしたショートver.で披露されることが多い。
5. Fight For Liberty (album ver.) [4:14]
  - 作曲：TAKUYA∞

24thシングル表題曲のアルバムバージョン。
イントロ前に、サビ前の「生きるというすべてのanswer」のフレーズが追加されている。
6. ENOUGH-1 [4:41]
  - 作曲：TAKUYA∞

TAKUYA∞によれば、ビースティ・ボーイズのヒット曲Check Your Headがモチーフの楽曲[3]。仮タイトルは、「モデルが苦手」。
歌詞のテーマは、UVERworldの音楽には本物の思いや情熱が詰まっていることをファンに伝えるものである[3]。歌詞中の「ジャンボ！ハバリザアスブヒ？」とはスワヒリ語で「調子はどう？」というニュアンスを含む言葉である。ROCK IN JAPAN FESTIVAL 2015では「フェスに出るにあたって、ちゃんとメッセージを伝えられる曲を歌いたい」というTAKUYA∞の想いにより披露された。
7. KICKが自由 [4:04]
  - 作曲：TAKUYA∞

信人曰く「3年前くらいのUVERworld」のような曲調のポップソング[4]。イントロのミステイクは意図的に挿入されたものである。タイトル・歌詞に登場するKICKとは、UVERworldが楽曲制作合宿の際に利用した芸森スタジオ（札幌）の看板犬の名前である。KICKは2014年5月28日の朝に亡くなっている。また、本アルバムではKICKはスペシャルサンクスに選出されている。
仮タイトルは「KICKER」。当初はカップリングで収録予定であった。
8. a LOVELY TONE (album ver.) [5:11]
  - 作曲：TAKUYA∞

24thシングル収録曲のアルバムバージョン。サックスのメロディが追加されている。
9. 7日目の決意 [6:45]
  - 作曲：TAKUYA∞

26thシングル表題曲。
10. 別世界 [3:07]
  - 作曲：UVERworld

26thシングル収録曲。インスト曲。
11. Born Slippy [4:30]
  - 作詞・作曲：Karl Hyde, Rick Smith

Underworldのシングル『Born Slippy』（1995年発売）のカバー楽曲[5]。tickのシングル『志 -kokorozashi-』（2001年発売）以来となるカバーとなった。2013年8月、商業作品とは無関係の形でメンバーがYouTubeにカバー映像をアップロードしており、同時期のライブではすでに披露されていた。アルバム収録にあたり再レコーディングされている。本作の歌詞カードには、バンドの意向により歌詞が掲載されていない。
12. Wizard CLUB [4:10]
  - 作曲：UVERworld

24thシングル表題曲。
13. 在るべき形 [4:10]
  - 作曲：TAKUYA∞, 彰

彰がスタジオで弾いていたギターのコード進行にTAKUYA∞が触発され生まれた楽曲。
映画『MARCHING -明日へ-』EDテーマ。
14. Ø choir [5:41]
  - 作曲：TAKUYA∞, 彰

仮タイトルは「プリン」。『PROGLUTION TOUR 2008』の際、道後温泉でTAKUYA∞が出会った老父との会話が、歌詞のモチーフとなっている。TAKUYA∞の「明日死ぬってわかったら怖い？」の質問に対する「死にたくないなあ、素敵な世界やからね」という老父の返答に深く感銘を受けたと語っている[3]。

### DVD
[ DISC：2 ]
【初回生産限定盤のみ】
1. core ability 3
  - 監督：和田泰宏[6]

未公開ライブ映像約50分を含む、トータル約100分におよぶドキュメント映像。メンバーやスタッフ、恩人らのインタビューを収録。2014年3月、それまでサポートメンバーだった誠果が”復帰”し、6人となったUVERworldが、5人でメジャーデビューした理由や、誠果が正式加入に至った経緯などが語られている。
2. John ＆ Bob spot 18 Pattern
ニコニコ生放送の番組『｢talking about “U”』で話題となった、UVERworldのウェブCMを18タイプ収録。

## 演奏
- D."DelPhynix"Wills：Male Voice (#1.2)
- Jessica Imani Dawson：Female Voice (#1.2)
- 中西康晴：Piano (#2.3.5.6.8.13)
- SWING-O：Piano (#3.6)
- 弦一徹ストリングス：Strings (#5)
- Yun-kan：Didgeridoo (#6)
- 山本拓夫
  - Piccolo (#6)
  - Alto Sax, Tenor Sax, Baritone Sax (#10)
- 管一徹 (弦一徹)：Brass Arrangement (#10)
- エリック・ミヤシロ：Trumpet (#10)
- 中村哲：Alto Sax, Tenor Sax (#10)
- つづらのあつし：Tenor Sax, Baritone Sax (#10)